# Seligmann Bär Bamberger
Pour les articles homonymes, voir Bamberger.
Seligmann Bär Bamberger (né le 6 novembre 1807 à Wiesenbronn, mort le 13 octobre 1878 à Wurtzbourg) est un représentant majeur du judaïsme orthodoxe.

## Biographie
Il est le fils de Simon (Sim'ha) Bamberger, un petit commerçant et rabbin de Wiesenbronn. Il grandit dans les traditions locales du judaïsme orthodoxe et fréquente une yechivah à Fürth.
Après cinq ans d'études, il devient rabbin dans sa ville natale. De même, il gagne sa vie avec un magasin. Il épouse la fille du rabbin de Fulda. Elle reprend le commerce, lui permettant de se consacrer à ses études.
Il gagne rapidement une réputation, attire des élèves de toute l'Allemagne, et ce sans leur faire payer cet enseignement.
En 1836, Bamberger entre dans le débat public. Le gouvernement bavarois souhaite connaître le conflit entre les Juifs orthodoxes et libéraux qui sont de plus en plus nombreux. Dans chaque district, un rassemblement de rabbins, d'enseignants et de membres de la communauté est convoqué afin de discuter de questions déterminées. Bamberger représente l'orthodoxie. Durant ce débat, il se fait remarquer par Abraham Bing, le rabbin de Wurtzbourg, âgé de 80 ans, qui en fait son successeur.
Bamberger devient rabbin de cette ville et de 29 villages de la région en 1840.
Il tient particulièrement à l'éducation des jeunes dans la foi juive. Il estime que les heures de religion ne sont pas assez nombreuses et craint l'assimilation des Juifs de Wurtzbourg. Il appartient à un groupe de rabbins qui s'en tient à la loi juive plutôt qu'à l'édit de 1813. Il ouvre d'abord une yechivah en 1856, une école primaire de 6 classes pour les filles et les garçons. En 1864, il crée le premier collège de formation des enseignants du judaïsme. Il donne des conférences sur le chabbat qui sont l'occasion de définir la pratique religieuse dans la vie quotidienne de chaque juif. Il envoie régulièrement de l'argent vers la Terre d'Israël et encourage la construction du premier hôpital juif en Palestine. Seligmann Bär Bamberger écrit trois livres où il expose les lois et règlements juifs dans un langage simple.
Il meurt le second jour de Souccot en 1878 et est enterré dans le cimetière juif de Höchberg.
Son arrière petit-fils est Erich Fromm.